# Phemeranthus
Phemeranthus je rod bilja raširenog po Sjevernoj Americi i jednom iznimkom u Južnoj Americi (Bolivija i NW. Argentina). Opisan je 1808. a pripada mu 28 priznatih vrsta.

## Vrste
1. Phemeranthus aurantiacus (Engelm.) Kiger
2. Phemeranthus brachypodius (S. Watson) D. J. Ferguson
3. Phemeranthus brevicaulis (S. Watson) Kiger
4. Phemeranthus brevifolius (Torr.) Hershk.
5. Phemeranthus calcaricus (S. Ware) Kiger
6. Phemeranthus calycinus (Engelm.) Kiger
7. Phemeranthus confertiflorus (Greene) Hershk.
8. Phemeranthus greenmanii (Harshb.) D. J. Ferguson
9. Phemeranthus humilis (Greene) Kiger
10. Phemeranthus longipes (Wooton & Standl.) Kiger
11. Phemeranthus marginatus (Greene) Kiger
12. Phemeranthus mengesii (W. Wolf) Kiger
13. Phemeranthus mexicanus (Hemsl.) Ocampo
14. Phemeranthus multiflorus (Rose & Standl.) Ocampo
15. Phemeranthus napiformis (DC.) Ocampo
16. Phemeranthus oligospermus (Brandegee) Ocampo
17. Phemeranthus palmeri (Rose & Standl.) D. J. Ferguson
18. Phemeranthus parviflorus (Nutt.) Kiger
19. Phemeranthus parvulus (Rose & Standl.) D. J. Ferguson & T. M. Price
20. Phemeranthus piedmontanus Ware
21. Phemeranthus punae (R. E. Fr.) Eggli & Nyffeler
22. Phemeranthus rhizomatus D. J. Ferguson
23. Phemeranthus rugospermus (Holz.) Kiger
24. Phemeranthus sediformis (Poelln.) Kiger
25. Phemeranthus spinescens (Torr.) Hershk.
26. Phemeranthus teretifolius Raf.
27. Phemeranthus thompsonii (N. D. Atwood & S. L. Welsh) Kiger
28. Phemeranthus validulus (Greene) Kiger

## Sinonimi
- Litanum Nieuwl.; Amer. Midl. Naturalist 4: 90 (1915)